# Ахилл из Атинтании
Ахилл (др.-греч. Άχιλλεύς) — житель Атинтании, который участвовал в спасении малолетнего Пирра в 316 году до н. э.
Единственное упоминание Ахилла содержится у Плутарха. Оно связано с историей о спасении Пирра. Когда в 316 году до н. э. свергли отца Пирра Эакида, верные прежнему царю Андроклид и Ангел взяли двухлетнего младенца и бежали. Когда их настигала погоня, они передали Пирра трём молодым юношам. Беглецы были близко к границам Эпира, когда на их пути оказалась бурная река. Они стали просить людей на противоположном берегу помочь, однако те не слышали их за шумом потока. Тогда кто-то из беглецов догадался сорвать кусок коры, написать на нём просьбу о помощи, после чего завернул в него камень и бросил на противоположный берег. Местные жители поняли, что беглецам угрожает опасность после чего начали рубить деревья и помогли перебраться беглецам на другой берег. Первым кто принял мальчика был местный житель по имени Ахилл. Учитывая, что герой гомеровского эпоса Ахилл был мифологическим родоначальником династии эпиротских царей и отцом Пирра, современные историки считают историю вымыслом.
Предположительно, первоисточником для Плутарха, в котором впервые появился спаситель Пирра Ахилл, был историк Проксен.